# 2010년 롯데 자이언츠 시즌
2010년 롯데 자이언츠 시즌은 롯데 자이언츠가 KBO 리그에 참가한 29번째 시즌이다. 제리 로이스터 감독이 팀을 이끈 마지막 시즌이며, 팀은 8팀 중 정규시즌 4위에 오르며 3년 연속으로 포스트시즌에 진출했다. 그러나 믿었던 에이스 조정훈이 팔꿈치 부상으로 시즌 초반 탈락한 데 이어 손민한이 어깨부상에서 회복하지 못한 데다 불펜의 허약함 탓인지 준플레이오프에서 두산 베어스에게 리버스 스윕(2승 후 3연패)을 당하며 탈락해 최종 순위는 4위로 유지되었다.
상황이 이렇다 보니 허리부상 탓인지 2009년을 끝으로 삼성에서 방출된 조진호에게 2010년 1월 입단 테스트를 시켜 불펜 보강을 꿰했으나  불합격 통지를 받자 조진호는 그대로 은퇴했다.

## 코치
- 박영태, 김무관, 공필성, 한문연, 주형광, 장재영, 양상문, 박계원

## 타이틀
- 광저우 아시안 게임 금메달: 강민호, 이대호
- KBO MVP: 이대호
- KBO 골든글러브: 조성환 (2루수), 이대호 (3루수), 홍성흔 (지명타자)
- 일구상 최고타자상: 이대호
- 일구상 프로지도자상: 김무관
- 조아제약 프로야구대상 대상: 이대호
- 조아제약 프로야구대상 최고타자상: 홍성흔
- 동아스포츠대상 프로야구 올해의 선수: 이대호
- 스타뉴스 선정 레전드 올스타: 이대호 (3루수)
- 스포츠토토 올해의 선수상: 이대호
- 스포츠토토 올해의 타자상: 홍성흔
- 스포츠토토 올해의 기록상: 이대호
- 재벌닷컴 선정 구단 가치 1위: 롯데 자이언츠 (3509억)
- 한국갤럽 선정 올해를 빛낸 스포츠스타 10위: 이대호
- 한국갤럽 선정 가장 좋아하는 야구 구단: 롯데 자이언츠
- 한국갤럽 선정 가장 좋아하는 한국인 야구선수: 이대호 (2위), 강민호 (9위)
- 스포츠조선 선정 최고 3, 4번 듀오: 홍성흔, 이대호
- 올스타 선발: 조정훈 (투수), 강민호 (포수), 박종윤 (1루수), 조성환 (2루수), 박기혁 (유격수), 이대호 (3루수), 가르시아 (외야수), 홍성흔 (지명타자)
- 올스타전 선구회상: 황재균
- 올스타전 우수타자상: 가르시아
- 올스타전 승리팀상: 이스턴리그
- 미스터올스타: 홍성흔
- 컴투스프로야구2022 타이틀홀더 라인업: 이대호 (3루수)
- 컴투스프로야구 내일은 MVP 라인업: 이대호 (3루수)
- 컴투스프로야구 10년대 올스타: 이대호 (3루수)
- 컴투스프로야구 가을의 전설 라인업: 이대호 (3루수)
- 타자 WAR: 이대호 (7.10)
- 공격 WAR: 이대호 (8.29)
- 득점: 이대호 (99)
- 안타: 이대호 (174)
- 2루타: 조성환 (31)
- 홈런: 이대호 (44)
- 루타: 이대호 (319)
- 타점: 이대호 (133)
- 타율: 이대호 (0.364)
- 출루율: 이대호 (0.444)
- 장타율: 이대호 (0.667)
- OPS: 이대호 (1.111)
- 멀티히트: 홍성흔 (54)
- 득점권타율: 홍성흔 (0.438)
- 장타: 이대호 (57)
- 순장타율: 이대호 (0.303)
- 추정 득점: 이대호 (121.8)
- GPA: 이대호 (0.367)

### 퓨처스리그
- 퓨처스 올스타전 우수투수상: 하준호
- 퓨처스 올스타: 진명호, 하준호, 정훈, 김주현
- 남부리그 2루타: 김주현 (26)
- 남부리그 장타율: 김주현 (0.506)
- 남부리그 평균자책점: 이용훈 (3.00)
- 남부리그 이닝: 진명호 (120.2)
- 남부리그 탈삼진: 진명호 (105)

## 선수단
- 선발투수: 사도스키, 송승준, 장원준, 이재곤, 김수완, 조정훈, 이명우, 김대우, 진명호
- 구원투수: 김사율, 강영식, 김일엽, 허준혁 (1990년), 배장호, 허준혁 (1985년), 이정민, 박시영, 이정훈, 나승현, 하준호
- 마무리투수: 임경완, 이용훈
- 포수: 강민호, 장성우
- 1루수: 박종윤
- 2루수: 조성환, 정보명, 정훈, 박준서
- 유격수: 김민성, 문규현, 양종민, 박기혁
- 3루수: 이대호, 황재균
- 좌익수: 손아섭, 김주찬, 박정준, 이인구
- 중견수: 전준우, 이우민
- 우익수: 가르시아, 황동채
- 지명타자: 홍성흔, 변용선

## 여담
- 오병일은 이 시즌에 오수호로 개명했으나, 개명 이후 이전보다 더 좋은 성적을 기록한 이전 개명 선수들과는 달리, 개명 이후 2017년 은퇴할 때까지 1군 경기에 한 경기도 등판하지 못했다.
- 4월 9일 한화 이글스와의 경기에서 롯데 자이언츠는 24안타, 한화 이글스는 27안타를 쳐 역대 한 경기 양팀 합산 최다 안타 기록을 세웠다. 이 경기에서 가르시아는 7타수 7안타를 기록하여 KBO 리그 역대 한 경기 최다 안타, 최다 출루 기록을 세웠다.
- 홍성흔은 전반기 97타점으로 KBO 리그 단일 시즌 전반기 최다 기록을 세웠다.
- 이재곤은 9월 11일 두산 베어스와의 경기에서 5이닝 9실점을 하고도 승리투수가 되어 KBO 리그 역대 최다 실점 승리 기록을 세웠다.
- 이대호는 장타 대비 홈런 0.77로 규정 타석 충족 타자 중 KBO 리그 역대 단일 시즌 최고 기록을 세웠다.
- 로이스터 감독은 부임 첫 해인 2008년부터 마지막 해인 이 시즌까지 매년 포스트시즌에 진출하여 KBO 리그 사상 처음으로 통산 포스트시즌 진출 확률 100%인 감독이 되었다.
- 팀은 준플레이오프에서 두산 베어스를 상대로 KBO 준플레이오프 역대 최초로 리버스 스윕을 당해 탈락했다.
- 최기문은 이 시즌을 끝으로 은퇴하여 KBO 리그 통산 3000타석 미만 타자 중 통산 최고 수비 WAR(8.86)로 은퇴한 타자가 되었다.
- 팀은 이 시즌까지 마산 야구장을 제2구장으로 사용했다.

## 같이 보기
- 2008년 롯데 자이언츠 시즌
- 2009년 롯데 자이언츠 시즌